# 贝勒讷沃
贝勒讷沃（法語：Belleneuve，法語發音：[bɛlnœv]）是法国科多尔省的一个市镇，位于该省东部，属于第戎区。

## 地理
贝勒讷沃（47°21'26"N, 5°15'57"E）面积14.47 平方千米，位于法国勃艮第-弗朗什-孔泰大區科多尔省，该省份为法国中东部省份，北起奥布省，西接涅夫勒省和约讷省，南至索恩-卢瓦尔省，东南接汝拉省，东临上索恩省，东北部与上马恩省接壤。
与贝勒讷沃接壤的市镇（或旧市镇、城区）包括：贝兹河畔米尔博、班日、萨沃勒、特罗谢尔、阿尔索、蒂耶河畔阿尔克、屈斯雷、马尼圣梅达尔。

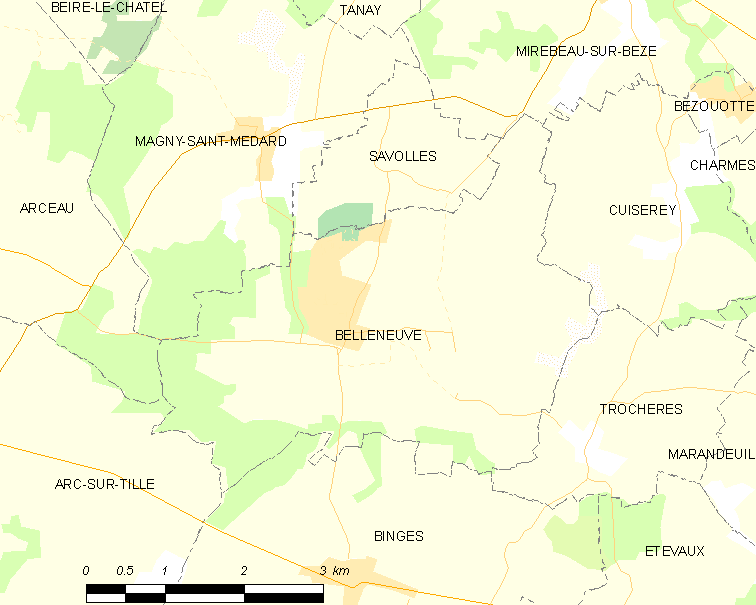
贝勒讷沃的OSM定位图

贝勒讷沃的时区为UTC+01:00、UTC+02:00（夏令时）。

## 行政
贝勒讷沃的邮政编码为21310，INSEE市镇编码为21060。

## 政治
贝勒讷沃所属的省级选区为圣阿波利奈尔县。

## 人口

1962-2008年间贝勒讷沃人口变化图示

贝勒讷沃于2022年1月1日时的人口数量为1575人。